# 同調球面
數學的代數拓撲學中，同調球面是n維流形X，具有n-球面的同調群。在此n ≥ 1是整數。換言之，
H0(X,Z) = Z = Hn(X,Z)
對所有其他i，Hi(X,Z) = {0} .
因此X是一個連通空間，僅有一個非零的高階貝蒂數bn（除了 b0=1 外）。
由於Hn(X,Z)非零，故X是緊緻及可定向的。
當n > 1時，雖然H1(X,Z) = {0}，不過並不表示X是單連通的，即X的基本群未必是平凡的，只表示其基本群是完滿群。（參看Hurewicz定理）
有理同調球面的定義與上述類似，不過用有理係數的同調群代替。

## 龐加萊同調球面
龐加萊同調球面（又稱為龐加萊十二面體空間）是同調球面的一個例子。龐加萊同調球面是球面3-流形，因此基本群是有限的。同調3-球面中，除了3-球面之外，就只有龐加萊同調球面有有限基本群。它的基本群稱為binary icosahedral group，這個群的目是120。
龐加萊在1900年猜想使用同調群就可以分辨3-流形是否3-球面，1904年他提出了這個反例，並引入了基本群概念證明他的反例不是球面，又將原來的猜想修改為龐加萊猜想。

### 構造法
龐加萊同調球面的一個簡單構造法是使用正十二面體。將正十二面體的每個面與相對的另一面等同，將兩個面用順時針方向的最小「扭轉」重合。這樣黏合後得出的是閉3-流形。（參看用相似構造法及較大的「扭轉」而成的Seifert–Weber space，得出的是一個雙曲3-流形。）
另一個得出龐加萊同調球面的方法，是用商空間SO(3)/I，此處 I 是二十面體群，就是正二十面體和正十二面體的旋轉對稱群，同構於交錯群A5。更直觀地說，龐加萊同調球面就是正二十面體在三維歐幾里得空間中，所有可從幾何區別的位置所組成的空間。

## 性質
二重懸垂定理指一個同調球面的二重懸垂是一個拓撲球面。

## 應用
若A是一個不同胚於3-球面的同調3-球面，則A的懸垂是一個4維同調流形，卻不是拓撲流形。A的二重懸垂同胚於5-球面，但是從A的三角剖分誘導出來的三角剖分不是分片線性流形。換言之，這給出了一個有限單純複形例子，是拓撲流形，但不是分片線性流形，
Galewski－Stern證明了任何至少5維的（無邊）緊流形都同胚於某單純複形，若且唯若存在一個同調3-流形Σ，其Rokhlin不變量是1，使得它與自身的連通和Σ#Σ包圍了一個光滑零調（acyclic）4-流形。2013年，Ciprian Manolescu證明了不存在這樣的同調3-流形Σ。因此存在5-流形不同胚於單純複形。特別地，Galewski－Stern原來給出的例子是不可三角剖分的。

## 參看
- Emmanuel Dror, Homology spheres, Israel Journal of Mathematics 15 (1973), 115–129. MR0328926
- David Galewski, Ronald Stern Classification of simplicial triangulations of topological manifolds,  Annals of Mathematics 111 (1980), no. 1, pp. 1–34.
- Robion Kirby, Martin Scharlemann, Eight faces of the Poincaré homology 3-sphere. Geometric topology (Proc. Georgia Topology Conf., Athens, Ga., 1977), pp. 113–146, Academic Press, New York-London, 1979.
- Michel Kervaire（英语：Michel Kervaire）, Smooth homology spheres and their fundamental groups, Transactions of the American Mathematical Society（英语：Transactions of the American Mathematical Society） 144 (1969) 67–72.  MR0253347
- Nikolai Saveliev, Invariants of Homology 3-Spheres, Encyclopaedia of Mathematical Sciences, vol 140. Low-Dimensional Topology, I. Springer-Verlag, Berlin, 2002.  MR1941324 ISBN 3-540-43796-7

## 外部連結
- A 16-Vertex Triangulation of the Poincaré Homology 3-Sphere and Non-PL Spheres with Few Vertices （页面存档备份，存于） by Anders Björner and Frank H. Lutz
- Lecture by David Gillman on The best picture of Poincare's homology sphere  （页面存档备份，存于）
- A cosmic hall of mirrors （页面存档备份，存于） - physicsworld (26 Sep 2005)